# لوون گالوستیان
لوون گالوستیان (ارمنی: Լևոն Գալուստեան؛ رومانیایی: Leon Kalustian؛ ۱۷ اکتبر ۱۹۰۸ – ۲۴ ژانویهٔ ۱۹۹۰) روزنامه‌نگار، جستارنویس، خاطره‌نویس، ستون‌نویس و زندگی‌نامه‌نویس ارمنی‌تبار اهل رومانی بود که بین سال‌های ۱۹۲۶ تا ۱۹۸۵ میلادی مشغول به فعالیت بود.

## زندگی‌نامه
وی در ۱۷ اکتبر ۱۹۰۸ در فوکشاندنیا آمد پدرش سارگیس گالوستیان از ارمنی‌های عثمانی و مادرش Iulia (نام‌خانوادگی دوشیزگی Gherghel) از اهالی ترانسیلوانی بودند  نخستین آثار چاپ‌شده وی در سال ۱۹۲۶ در روزنامه Cuvântul منشتر شد. لوون ویراستار کوونتول (Cuvântul؛ ۱۹۲۶–۱۹۲۷)، میشکارا (Mișcarea؛ ۱۹۳۱–۱۹۳۲)، کورنتول (Curentul؛ ۱۹۲۸–۱۹۳۴) و  رومانیا (România؛ ۱۹۳۸–۱۹۴۰) بوده‌است. در مه ۱۹۵۱ در ابتدای رژیم کمونیستی وی دستگیر شد. در اکتبر ۱۹۸۹ وضعیت سلامی بدتر شد بنابراین وی به فوکشان بازگشت جایی که دو خواهرش از وی تا مرگش در ۲۴ ژانویه ۱۹۹۰ در سن ۸۱ سالگی از وی مراقبت کردند.